# Line et Willy
Line et Willy war ein französisches Chansonduo der 1960–70er Jahre, bestehend aus Line Van Menen und Claude Boillod.

## Werdegang
Nach erfolgreicher Teilnahme an mehreren Gesangswettbewerben trat das Duo für Monaco beim Eurovision Song Contest 1968 in London an. Mit A chacun sa chanson (dt.: Jedem sein Lied) erreichte man einen siebten Platz.